# Solanum hieronymi
Solanum hieronymi är en potatisväxtart som beskrevs av Carl Ernst Otto Kuntze. Solanum hieronymi ingår i släktet skattor som ingår i familjen potatisväxter. Inga underarter finns listade i Catalogue of Life.